# Término (escultura)

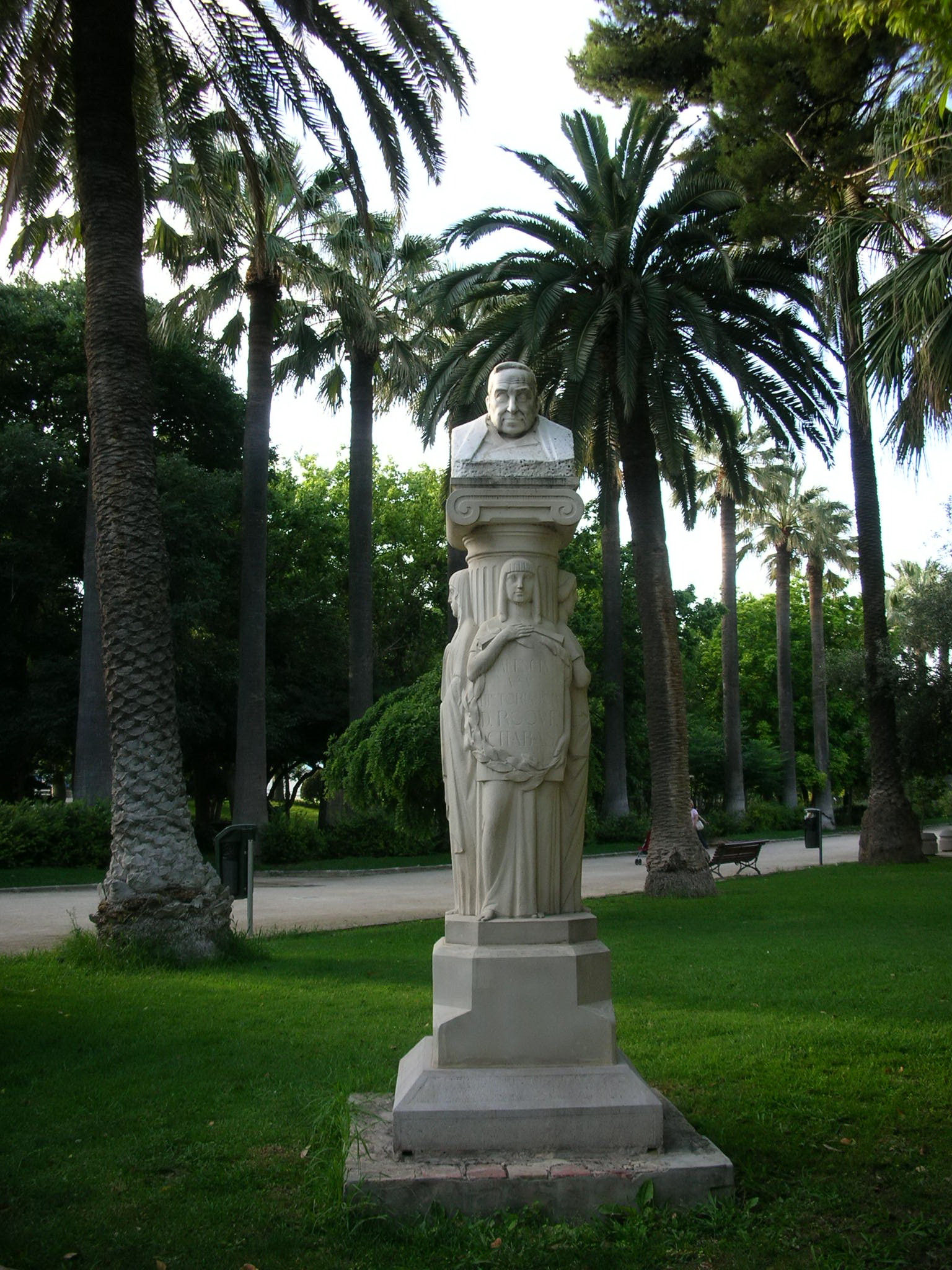
Término en Valencia

Se llama término a toda escultura de una cabeza humana colocada sobre un pedestal, tal y como los antiguos representaban al dios Término. 
En ocasiones, la figura se representa de medio cuerpo con o sin brazos. También se ejecutan los términos pero rara vez representando dos figuras yuxtapuestas en la cuales los miembros inferiores están reemplazados por una sola pilastra. 
Los términos se usan con frecuencia en la decoración de parques y jardines y ciertos autores han dado el nombre de términos marítimos a las figuras de tritones cuyos miembros inferiores están formados por colas de pescado enrolladas que se utilizan en la decoración de grutas, fuentes, etc.